# Старые Багазы
Старые Багазы (баш. Иҫке Бағаҙы) — деревня в Караидельском районе Республики Башкортостан Российской Федерации. Входит в состав Караидельского сельсовета.

## География

### Географическое положение
Расстояние до:
- районного центра (Караидель): 10 км,
- центра сельсовета (Караидель): 10 км,
- ближайшей ж/д станции (Щучье Озеро): 120 км.

## История
Административный центр Багазинского сельсовета, упразднённого в 2008 году. По территории всей деревни протекает речка Багазка, которая впадает в реку Уфа. Глубина речки составляет 0,5—1,5 метра, ширина 5—15 метров. По информации местных рыбаков, в начале 80-х речка была более глубокая и водились такие рыбы как форель, хариус, ёрш, бакля. На сегодняшний день из зарегистрированных рыб водится только хариус.

## Население
| 2002 | 2009 | 2010 |
| ---- | ---- | ---- |
| 472  | ↘434 | ↗496 |

Национальный состав
Согласно переписи 2002 года, преобладающая национальность — башкиры (97 %).